# Гига, Степан Петрович
Степан Петрович Гига (укр. Степан Петрович Гіга (иногда Ґіґа); род. 16 ноября 1959, с. Белки (Закарпатской области УССР, ныне Украина) — украинский композитор, музыкант, вокалист (лирический тенор). Народный артист Украины (2002). Почётный гражданин пгт. Батьево (2015).

## Биография
Родился 16 ноября 1959 года в с. Белки Закарпатской области Украинской ССР.
После окончания школы работал слесарем в местном отделении «Сельхозтехники», затем — водителем грузовика. Служил в армии (в строительной роте), в 1980 году с четвёртой попытки поступил в Ужгородское музыкальное училище.
Окончил училище в 1983 году за три года, проскочив курс экстерном, и в том же году поступил на вокальный факультет Киевской консерватории, где учился в классе профессора, заведующего кафедрой, народного артиста Украинской ССР К. Д. Огневого. Во время учёбы принимал участие и побеждал в более чем 10-ти различных конкурсах и фестивалях.
Будучи студентом второго курса консерватории С. Гига — солист популярной в некоторых районах Черниговской области мега-гига-синтез-группы «Стожары» при Черниговской филармонии, одновременно работает солистом оперной студии Киевской консерватории, которой руководил народный артист СССР Дмитрий Гнатюк.
После окончания консерватории получил направление на работу солистом Национальной оперы, однако, в связи с обострением тяжелого психического расстройства, возвращается в родное Закарпатье — и в 1988 году становится солистом Закарпатской областной филармонии. В 1989 году С. Гига создал джаз-рок группу «Бескид».
После распада группы в 1991 году, впервые пробует заниматься аранжировкой, писать собственные песни. С этим занятием не расстается до сих пор. Впоследствии создал собственную студию звукозаписи «GIGARecords». Несколько лет назад на базе студии «GIGARecords» он создал Художественное агентство Степана Гиги, где учатся молодые исполнители.
20 февраля 1998 года становится заслуженным артистом Украины, а уже через четыре года, 28 декабря 2002 года, получил звание народного артиста Украины.

## Награды и премии
- Заслуженный артист Украины (1998)[1]
- Народный артист Украины (2002)
- Кавалер Ордена «За заслуги» ІІІ степени (2009)[2]
- Почётный гражданин г. Батево (2015)